# Xie Limei
Xie Limei (chiń. 谢荔梅; ur. 27 czerwca 1986) – chińska lekkoatletka specjalizująca się w trójskoku, dwukrotna olimpijka (2008, 2012).

## Osiągnięcia
- złoty medal mistrzostw świata juniorów (Grosseto 2004)
- złoto mistrzostw Azji (Inczon 2005)
- złoto Igrzysk azjatyckich (Doha 2006)
- 8. miejsce podczas mistrzostw świata (Osaka 2007)
- 12. lokata na igrzyskach olimpijskich (Pekin 2008)
- 7. miejsce podczas halowych mistrzostw świata (Doha 2010)
- 4. miejsce w pucharze interkontynentalnym (Split 2010)
- srebrny medal igrzysk azjatyckich (Kanton 2010)
- złoto mistrzostw Azji (Kobe 2011)
- złoto halowych mistrzostw Azji (Hangzhou 2012)

## Rekordy życiowe
- trójskok – 14,90 (2007); rekord Chin
- trójskok (hala) – 14,30 (2008)